# Противолодъчен ракетен комплекс
Противолодъчен ракетен комплекс е система морско оръжие, предназначена за поразяване на подводни лодки. Включва пускова установка, противолодъчни ракети, комплекс за откриване на подводни лодки и комплекс за управление на стрелбата. Комплекса апаратура за откриване на ПЛ може да бъде поместен на отделен носител. Това може да бъде вертолет, самолет или самоходен (в т.ч. специализирана подводна лодка) или буксируем подводен апарат.
Противолодъчната ракета се състои от ракетна част и противолодъчно торпедо. При достигането на зададената точка торпедото се отделя от носителя и се приводнява с парашут, след което произвежда засичане на подводната лодка с помощта на собствена самонасочваща се глава. В годините на Студената война е практикувано и снабдяването на ракето-торпедото с ядрена бойна част.
Появата на ПЛРК е предизвикано от бързото развитие на подводните лодки, при което подводната скорост на субмарините става близка до скоростта на противолодъчните надводни кораби, а в някои случаи и по-голяма, отколкото на надводните кораби въобще, което прави затруднително сближаването с атакуемата подводна лодка. Разработката на ПЛРК се води в СССР, САЩ, Великобритания, Франция. Освен това, противолодъчните ракето-торпеда могат да се използват от самите подводни лодки и авиационни носители.
| Сравнителни ТТХ на противолодъчни ракетни комплекси |              |                           |             |                         |         |                |                |                |                |
| Характеристики                                      | „ASROC“      | „Ikara“                   | „Malafon“   | „Milas“                 | „Виюга“ | „Водопад“      | „Медведка“     | „Раструб-Б“    | „Калибър“      |
| Държава                                             |              |                           |             |                         |         |                |                |                |                |
| Далечина на стрелбата, км                           | 28           | 20 – 24                   | 18          | 65                      | 37      | 35             | 20,5           | 55             | 50             |
| Скорост на полета на ракетата, м/с                  | >330         | 200                       | 140 – 200   | 270                     | ?       | ?              | ?              | 300            | >700           |
| Маса на ракетата, кг                                | 633          | 300 – 310 (без торпедото) | 1480        | 800                     | 1800    | 2445           | 800            | 4000           | 2100           |
| Бойна част                                          | Торпедо Mk46 | Торпедо Mk46              | Торпедо L-4 | Торпедо MU-90 или A-290 | Ядрена  | Торпедо УМГТ-1 | Торпедо МПТ-1У | Торпедо УМГТ-1 | Торпедо АПР-3М |